# Ртищев, Фёдор Михайлович
Фёдор Миха́йлович Рти́щев («Большой») (6 [16] апреля 1626 — 21 июня [1 июля] 1673) — друг и фаворит царя Алексея Михайловича, окольничий, глава разных приказов, просветитель, меценат, основавший Андреевский монастырь, Ртищевскую школу, ряд больниц, школ и богаделен. За нравственные качества и благотворительную деятельность получил от современников прозвище «милостивого мужа».

## Биография

### Детские и юношеские годы
Фёдор Ртищев родился в апреле 1626 года в семье лихвинского городового дворянина Михаила Алексеевича Ртищева и его жены Иулиании (Ульяны) Фёдоровны (урождённой Потёмкиной). Детство Фёдора прошло попеременно то в Москве, то в вотчине отца — селе Покровском, находившемся приблизительно в 32 км (15 верстах) от Лихвина. С 1635 по 1636 год Ртищевы жили в городе Темникове, куда Михаил Алексеевич был назначен воеводой. Фёдор Ртищев рано лишился матери, подробности того, как он рос и воспитывался, неизвестны.
По достижении 15-летнего возраста. Ртищев был вёрстан поместьем, то есть зачислен на военную службу с одновременным назначением земельного и денежного жалованья, и стал «новиком», а затем, так же как и его отец, лихвинским городовым дворянином. В 1645 году он в течение четырёх месяцев вместе с отцом (в то время уже московским дворянином) и братом находился в Туле, в полку князя Якова Куденетовича Черкасского, отправленного туда для защиты русской границы от набегов крымцев и ногайцев.

### Придворная и государственная деятельность
В 1645 году, вскоре после кончины царя Михаила Фёдоровича, Ртищевы были вызваны из Тулы в Москву царём Алексеем Михайловичем. Фёдор Михайлович был пожаловал чином стряпчего в «комнате у крюка», то есть во внутренних комнатах при государе. Осенью 1646 года Ртищев занял должность стряпчего с ключом, то есть дворцового эконома. 11 (21) августа 1650 года Ф. М. Ртищев был возведён в сан постельничего, став одним из приближённых людей царя Алексея Михайловича.

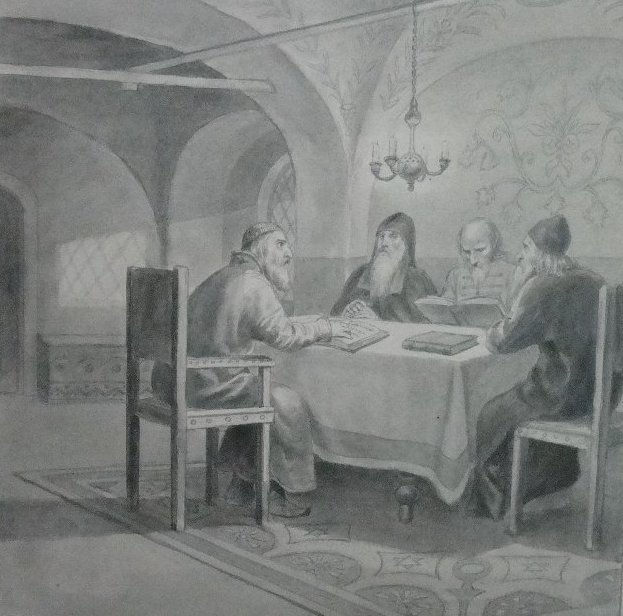
Совет Фёдора Ртищева с монахами, рисунок работы Я. П. Турлыгина, 1900-е

В 1654—1655 годах Фёдор Ртищев сопровождал царя в походах против Речи Посполитой. В сентябре 1655 года он, в качестве доверенного лица, был направлен к польному гетману литовскому Винценту Гонсевскому с извещением о согласии на ведение мирных переговоров и статейным списком, в котором шла речь о земельных уступках, денежном вознаграждении со стороны Литвы и о выборе места съезда послов. Однако, переправившись через Неман, Ртищев вскоре был арестован литовским отрядом Юрия Хрептовича и препровождён в местечко Крынки близ Гродно, как подозрительная личность. Спасла Фёдора Михайловича царская грамота, бывшая при нём и доказывавшая, что он является посланником московского царя. Переговоры Ртищеву пришлось вести с Павлом Сапегой, находившимся в Бресте, так как В. Гонсевский к тому времени был взят под стражу за свою приверженность к Москве. Главной заслугой Ртищева на этих переговорах было удачное выполнение тайного наказа об увеличении титула московского царя. По настоянию Ф. М. Ртищева, П. Сапега в своих статейных списках написал титул Алексея Михайловича с прибавлением слов «и Малыя и Белыя России». В начале ноября 1655 года Ртищев прибыл в Смоленск, где в это время находился царь.
12 (22) января 1656 года Фёдор Ртищев был пожалован в окольничие. При этом похвалялась его посольская служба в Литве. Ртищеву был назначен оклад на 400 четвертей больше обычного оклада окольничих. Одновременно с пожалованием в окольничие царь указал Ртищеву «сидеть во дворце», то есть назначил дворецким, а эту должность занимали обыкновенно только бояре.
15 (25) мая 1656 года Алексей Михайлович выступил в поход против Швеции. Ртищев, поставленный перед этим во главе Литовского приказа, сопровождал царя. 7 (17) декабря он провёл переговоры с посланником Гонсевского Казимиром Журавским. По возвращении 14 (24) января 1657 года в Москву, Фёдор Ртищев был назначен главным судьёй Приказа лифляндских дел и вступил в переписку с Гонсевским по поводу беспорядков в недавно завоёванных местностях Литвы и о желательности избрания Алексея Михайловича на польско-литовский престол. В 1657—1664 годах Ртищев управлял также Дворцовым судным приказом, затем Приказом Большого Дворца и Приказом тайных дел.
На лето 1663 года были назначены выборы гетмана Левобережной Украины. На гетманство претендовали три кандидата: наказной гетман Яким Самко, полковник Иван Золотаренко и запорожский кошевой Иван Брюховецкий. Однако Я. Самко, а с ним вместе многие полковники и старшие казаки заявляли, что самым подходящим правителем Малороссии был бы Ртищев, поскольку он «ласков с малороссиянами, доводит до сведения царя их прошения, внимательно относится к их посланцам». Иван Брюховецкий писал епископу Мефодию: «нам не о гетманстве надо заботиться, а о князе Малороссийском от Его Царского Величества, на это княжение желаю Фёдора Михайловича». Но назначение Ф. М. Ртищева правителем Малороссии не состоялось, а гетманство получил И. Брюховецкий.

### Денежная реформа 1656 года
Фёдор Михайлович Ртищев считается автором денежной реформы 1656 года. На тот момент в Русском государстве имели хождение золотые и серебряные монеты, червонцы, которые чеканились в Германии и Голландии (ефимки). По замыслу Ртищева начали чеканить медные деньги, стоимость которых приравняли к серебряным. Однако уже в 1658 году медные деньги стали понижаться в цене, а продукты питания и предметы первой необходимости дорожать. К лету 1662 года падение цены медного рубля дошло до того, что он стоил в 12—13 раз дешевле серебряного и в конце концов дошёл до одной двадцатой изначального. Причиной тому был, в числе прочего, незаконный чекан медных денег. Падение стоимости медных денег совпало с новым налогом на войну с Польшей из-за Малороссии.

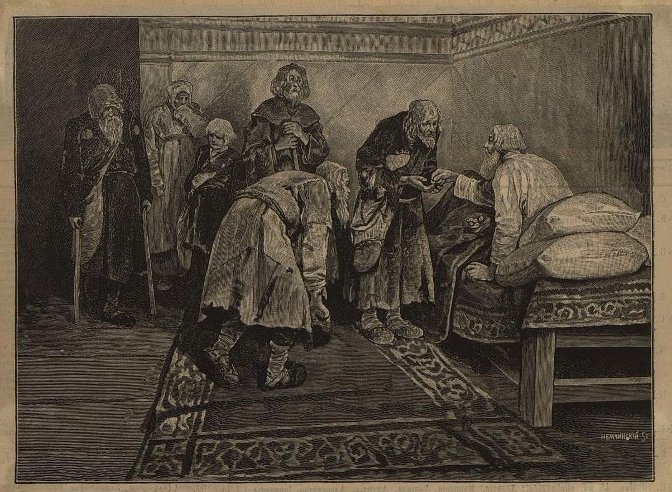
Кончина боярина Феодора Михайловича Ртищева

25 мая (4 июня) 1662 года в Москве вспыхнул мятеж, поводом к которому послужили подмётные листы, расклеенные ночью неизвестными лицами на воротах и городских стенах. В этих листах объявлялось о намерении передаться Польше ряда лиц, в том числе и Фёдора Ртищева. Мятеж был подавлен. А в 1663 году медные деньги были изъяты из обращения.

### Воспитательство царевича Алексея Алексеевича
В 1664 году царь Алексей Михайлович и царица Марья Ильинична выбрали Фёдора Михайловича Ртищева вторым «дядькой» (воспитателем) своему сыну, наследнику престола десятилетнему царевичу Алексею Алексеевичу. Приняв на себя обязанности воспитателя царевича, Ртищев освободился от службы в Дворцовом, Лифляндских дел и Литовском приказах. Ртищева хотели возвести в бояре, однако он отказался от этой чести. 17 января 1670 года царевич Алексей совершено неожиданно скончался. Ртищев тяжело переживал эту потерю, он удалился от двора и от государственной деятельности.
Умер Фёдор Михайлович Ртищев 21 июня (1 июля) 1673 года.

## Просветительская деятельность и церковные реформы

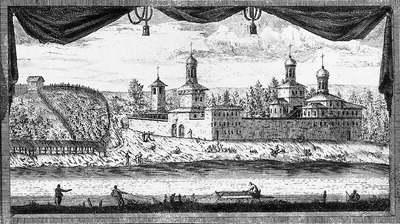
Андреевский монастырь в Пленницах

Фёдор Михайлович Ртищев сыграл заметную роль в истории русского просвещения. Недалеко от Москвы, почти у самых Воробьёвых гор в урочище Пленицы существовала небольшая деревянная церковь во имя Андрея Стратилата. С разрешения царя и благословения патриарха Иосифа, Фёдор Ртищев выстроил там церковь во имя Преображения Господня и в 1648 году на свои средства учредил училищный монастырь. Первоначально монастырь именовался Преображенским, а позднее — Андреевским (во имя апостола Андрея Первозванного). Там поселилось 30 иноков, вызванных Ртищевым ещё в 1646—1647 годах из нескольких малороссийских монастырей. В 1649 году, по просьбе царя, киевский митрополит Сильвестр Коссов прислал учёных иноков Арсения Сатановского и Епифания Славинецкого, а в 1650 году — Дамаскина Птицкого.

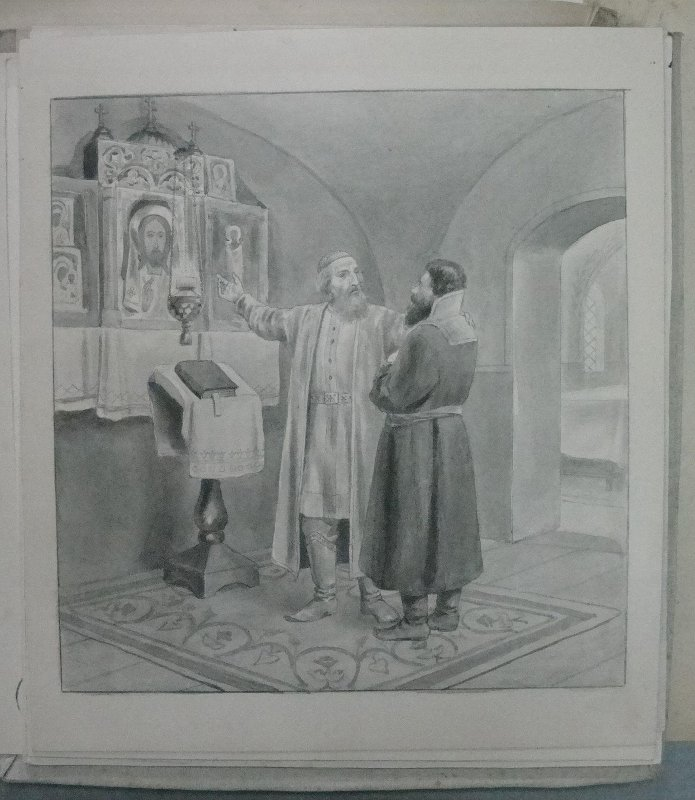
Фёдор Ртищев с придворным у иконостаса, рисунок работы Я. П. Турлыгина,1900-е

Вскоре при монастыре составилось учёное братство (так называемое Ртищевское братство), которое занималось переводом книг, а с конца ноября 1652 года, когда открылось училище, обучением желающих грамматике, славянскому, латинскому и греческому языкам, риторике и философии. Учение киевских монахов пошло вразрез с московским с самого начала. Оно казалось странным, а следовательно, по тогдашней логике, «несходным истинному правоверию», то есть еретическим. В «рушении» православной веры обвиняли и Фёдора Ртищева. Однако на стороне киевских учёных были митрополит Никон (впоследствии — патриарх), боярин Борис Морозов и сам царь Алексей Михайлович.
В 1685 году училище, основанное Фёдором Ртищевым, было переведено в Заиконоспасский монастырь и послужило основой Славяно-греко-латинской академии.
Общение Ртищева с киевскими монахами навело его на мысль о необходимости устранения многих неправильностей, допускавшихся в церковной службе и уставе. Фёдор Михайлович входил в состав «Кружка ревнителей благочестия» — объединения духовных и светских лиц, группировавшихся вокруг духовника царя Алексея Михайловича Стефана Вонифатьева. С помощью Вонифатьева, настоятеля Казанского собора в Москве Григория Неронова и архимандрита Новоспасского монастыря (впоследствии Патриарха) Никона, тоже членов «Кружка», Ртищеву удалось ввести церковные проповеди, которые были до тех пор чужды московскому духовенству. Фёдор Михайлович доказал Вонифатьеву, а через Неронова — многим московским священникам, что следует заменить «единогласным» пением «хомовое» пение и «многогласие». Особенно деятельную поддержку Ртищев нашёл в Никоне, когда тот сделался Новгородским митрополитом. Никон ввёл у себя в Новгородском Софийском соборе внятное раздельное чтение и стройное пение, а когда приезжал в Москву, то служил по новому порядку и со своими певчими в придворной церкви. Противником новшеств выступил, в частности, патриарх Иосиф. Церковный собор, созванный царём по совету Ф. М. Ртищева 11 (21) февраля 1649 года, постановил, вследствие упорства патриарха Иосифа, ничего не предпринимать против «многогласия». Однако Алексей Михайлович не утвердил соборного постановления и обратился к Константинопольскому патриарху, который решил этот вопрос в пользу Фёдора Ртищева. В феврале 1651 года, после нового собора, было объявлено введение «единогласия» по всем церквям. Вслед за изменениями в богослужении началось исправление Никоном церковных книг, которое повлекло за собой возникновение раскола в Русской Церкви.

## Благотворительность

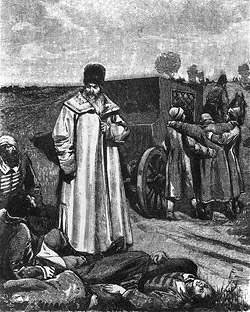
Ф. М. Ртищев в походе подбирает раненых и больных, Б. А. Чориков, иллюстрация из журнала "Нива"

Фёдор Михайлович Ртищев известен как меценат и благотворитель. Благотворительность Ртищева была весьма разнообразной. В молодости он жил отшельником под Москвой, щедро жертвуя своё имущество бедным. Во время Русско-польской войны Фёдор Михайлович подбирал больных и раненых и довозил их до места стоянки, причём нередко уступал тяжёлым больным место в своей повозке, а сам садился верхом на коня. Для размещения больных, раненых и обмороженных Ртищев нанимал в попутных городах дома, находил врачей, заботился о пропитании подопечных, расходуя на это собственные средства. Помощь во время войны Ртищев оказывал не только русским, но и пленным.
На выкуп русских пленных из Крыма и Турции Ф. М. Ртищев пожертвовал 1000 рублей серебром.
Около 1650 года Ртищев основал в Москве первую больницу для бедных. В ней под постоянным присмотром находились 13-15 человек неимущих и больных. После кончины Фёдора Михайловича больница сгорела. Родственники Ртищева не пожелали дать средства для возобновления этого учреждения, но почитатели Ртищева выстроили дом, который существовал и в царствование Петра I под именем «Больницы Фёдора Ртищева». Туда принимали неизлечимо больных, стариков, слепых и содержали на добровольные пожертвования.
В другом доме Ртищев устроил временный приют. Его слуги разыскивали и приводили в этот дом больных, неимущих и пьяных. Там больных лечили, неимущих кормили и одевали, пьяных протрезвляли. Ртищев посещал этот дом и наблюдал за тем уходом, каким пользовались его случайные обитатели.
Особенно ярко проявилась благотворительность Фёдора Ртищева в 1671 году, во время сильного голода в Вологде. Он послал вологодскому архиепископу Симону 200 мер хлеба, а затем 900 рублей серебром и 100 золотых, вырученных главным образом от продажи своего имущества, включая одежду и утварь.
Недалеко от Арзамаса Ртищев владел большим участком земли. Узнав, что эта земля нужна городу, а у арзамасцев нет средств на её приобретение, Ртищев подарил эту землю городу.
Имя Ртищева было записано в синодиках многих монастырей и церквей, в благодарность за его денежные вклады.

## Землевладения и промысловая деятельность
Фёдор Ртищев владел поместьями и вотчинами в нескольких уездах. Долгое время он, совместно с братом Фёдором Михайловичем Меньшим, владел вотчиной в Лихвинском уезде, уступленной им отцом в 1650 году, а также другими земельными угодьями, которые им случалось покупать или менять. В 1661 году, когда братья разделились, у Фёдора Михайловича Большого осталось в вотчинах Лихвинского, Тарусского и Московского уездов 715 четвертей, а в поместьях, состав которых часто менялся, набиралось до 1500 четвертей земли.
В начале 1650-х Ф. М. Ртищев с братом, в складчину с другими лицами, организовали будный промысел, то есть выделку поташа и смолы. С 1652 по 1672 год им были отданы на оброк из казны три свободных будных завода с приписанными к ним лесами в Олешенском уезде, на Ахтырке и в Путиловском уезде, а также разрешение заводить новые буды и рубить леса, кроме заповедных.

## Семья

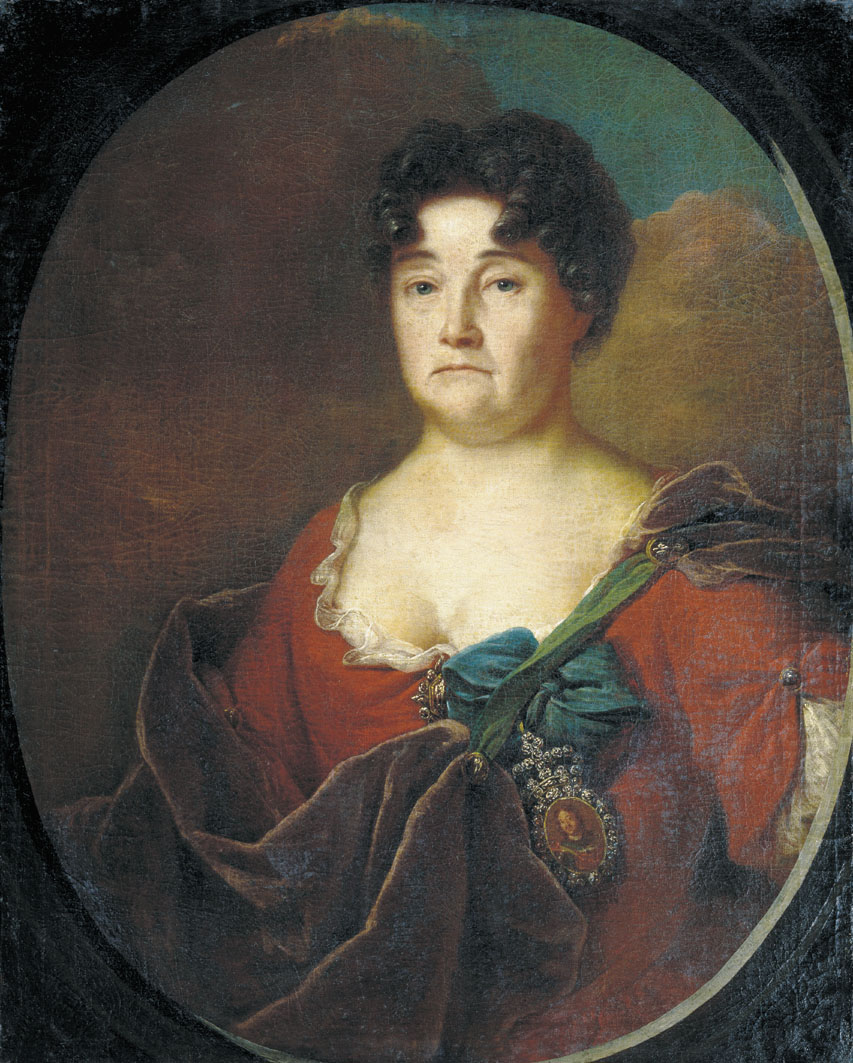
Княгиня А. П. Голицына, внучка

Фёдор Михайлович Ртищев был женат на Ксении Матвеевне Зубовой. Их свадьба состоялась приблизительно в 1646 году. Дочери — Анна Фёдоровна, в замужестве княгиня Прозоровская (муж — князь Пётр Иванович Прозоровский) и Акулина Фёдоровна, в замужестве княгиня Одоевская (муж — князь Василий Фёдорович Одоевский).

## Память
Вскоре после смерти Фёдора Михайловича Ртищева было составлено «Житие милостивого мужа Фёдора Ртищева». Это явление чрезвычайно редкое для мирянина Московской Руси, поскольку в те времена составлялись, главным образом, жизнеописания святых и духовных лиц.
Профессор В. О. Ключевский сравнил Фёдора Михайловича Ртищева с маяком: по его мнению, он принадлежал к тем людям, которые «из своей исторической дали не перестанут светить, подобно маякам среди ночной мглы, освещая нам путь».
Изображение Фёдора Михайловича помещено на горельефе памятника «Тысячелетие России», в отделе «Просветителей». Его фигура находится в углублении, между патриархом Никоном и Дмитрием Ростовским.

## Историческое значение
Ещё русский историк Василий Ключевский писал о том, что Фёдор Ртищев опередил своё время. Современный историк и публицист Пётр Романов пишет в своей книге «Возможная Россия. Русские эволюционеры», что Ртищев «выкупал русских пленных и даже, предвосхищая появление Красного Креста, оказывал помощь вражеским воинам, вынося с поля боя не только своих, но и чужих раненых… Ртищев был одним из первых, кто понял, какой несправедливостью и злом является крепостное право». Перед смертью Ртищев завещал отпустить всех своих слуг на волю.

## Фёдор Ртищев в кино
Впервые в истории кинематографа Фёдора Ртищева исполнил актёр Малого драматического театра — театра Европы Алексей Морозов в многосерийном художественном фильме «Раскол» режиссёра Николая Досталя. У В. О. Ключевского артист прочитал, что Ртищев «страдал ногами». Вместе с режиссёром было придумано, что Ртищев хромой на правую ногу